# Церковь Воздвижения Креста Господня и Рождества Христова (Новое Тинчурино)
Церковь Воздвижения Креста Господня и Рождества Христова, — православная церковь в селе Новое Тинчурино Яльчикского района Чувашской Республики. Открыта в 1876 году. Церковь деревянная, двухпрестольная. Главный престол холодный в честь Воздвижения Креста Господня, и в теплом приделе во имя Рождества Христова. Длина с колокольней 14 саж., 1 арш. Колокольня 2-ярусная, высота 9 саж., на колокольне 3 главки. Приходских поселений — 10. Церковь единственная в Яльчикском районе, которая не закрывалась. Является важным историческим памятником района, в котором с давних лет хранятся архивные документы, которые могут рассказать многое о жизни села и окрестностей.
Церковная община заново зарегистрирована в 2000 году.
Церковь относится к Канашской епархии Чувашской митрополии Русской православной церкви.

## История
Первое однопрестольное церковное здание в селе было возведено в 1749 году. Служение велось на церковнославянском, поэтому прихожане не понимали. Возможно, по этой причине, значительное время оставались приверженцами народных верований и церковь посещало мало народу, хотя население в большинстве на тот момент считалось уже православным. Церковь располагалась на противоположной стороне оврага, поблизости нынешней заправочной станции СХПК «Труд», рядом с которой было и приходское кладбище. В 1797 году церковь была разобрана и построен новый храм. Новый храм был отремонтирован в 1831 году, в 1876 но и он был распущен. В том же году была построена на средства прихожан ныне действующая церковь.
Из церковной книги 1782 года известно, что из 8 восьми деревень всего: крестили 53 ребёнка, обвенчали 13 молодых пар, по православному обычаю похоронили 56 человек.
В XXVIII-XIX веках священники, диаконы и псаломщики, которые работали в Новотинчуринской церкви — все были русскими. Из церковной книги 1781 года известно, что Елисей Иванов работал священником в 1781—1801 гг. А в 1801—1815 годах службу вели священники Сергей Максимов, Яков Андреев и Яков Михайлов. Яков Михайлов вначале работал диаконом, а потом священником. В 1815—1840 годах в Новотинчуринской церкви было уже два священника, один диакон, два дьячка и два пономаря. Из-за того, что в церкви было два священника, приход разделили на два участка. В первый участок входили деревни Кильдюшево, Эмметево, Полевые Пинеры, а во второй — Уразметево, Малая Ерыкла, Шаймурзино. На первом участке вел службу священник Иван Анахарисов, а с 1826 года — Георгий Гаврилович Мансуровский. Вместе с ними работали диакон Кирилл Васильевич Аттачинский, дьячок Иоанн Игнатьевич Мишельаронов, пономарь Стефан Николаевич Линцов. На втором же участке церковную службу вел священник Лев Романович Жаров, ему помогали дьячок Ксенофонт Петрович Белокуров и пономарь Петр Кузьмин.
Священники Л. Р. Жаров, Г. Г Мансуровский, дьячок И. И. Мишельаронов и диакон К. В. Аттачинский много лет проработали в Новотинчуринской церкви. Степан Петрович Тихонравов в 1849—1873 годах работал в этой церкви диаконом. В 1854—1855 годах после Мансуровского священником был Василий Петрович Васильев. А с 1855 года до 1864 года работал священник Ассикрит Семенович Разумовский.
На строительство новой церкви, начавшегося в 1869, которую открыли в 1876 году, вначале собирали с каждого человека по 50 копеек, а с 1873 года — по 70 копеек. Но денег все равно не хватало. Во время строительства третьей церкви умер К. П. Воронцов, вместо него начинает вести службу Александр Иванович Белокуров. Вскоре, в этом же году, из-за нехватки денег с каждого человека стали собирать по одному рублю. Но у крестьян не было таких денег. Поэтому в строительстве церкви немало усилий приложили члены попечительского совета.

## Священники
В 1873—1902 гг. А. И. Белокуров занимался церковными делами.